# زنان در آستانه فروپاشی عصبی
زنان در آستانهٔ فروپاشی عصبی (اسپانیایی: Mujeres al borde de un ataque de nervios‎) فیلمی به کارگردانی پدرو آلمودوار محصول سال ۱۹۸۸ است که در سبک کمدی-درام سیاه ساخته شد و آلمودوار را به شهرت رساند.

## خلاصه داستان
«پیا» (ماورا) برآشفته از این که محبوبش، «ایوان» (گیل ین) ناگهان او را رها کرده‌است، سخت در پی برقراری تماس با «ایوان» است و در حین این کوشش، در می‌یابد که «ایوان» از همسر سابقش، «لوسیا» (سرانو) پسر بزرگی به نام «کارلوس» (باندراس) دارد و هم اینک نیز با وکیلی به نام «پائولینا» (مانور) ارتباط برقرار کرده‌است. «پپا» که حامله شده به خودکشی می‌اندیشد.

## جوایز
این فیلم کاندیدای یک اسکار (کاندیدای اسکار بهترین فیلم غیر انگلیسی زبان) در سال ۱۹۸۹شد.
همچنین این فیلمجایزه گویا را برای بهترین فیلم و بهترین بازیگر زن نقش اول از آن خود کرد.

## بازیگران
- کارمن مائورا
- آنتونیو باندراس
- روسی د پالما
- چوس لامپره‌آبه
- لولس لئون
- خاویر باردم
- خواکین کلیمنت
- گی‌یرمو مونتسینوس